# ماسون (إلينوي)
ماسون (بالإنجليزية: Mason, Illinois)‏ هي بلدة أمريكية تقع في الولايات المتحدة في إلينوي. يقدر عدد سكانها بـ 396 نسمة .

## التركيبة السكانية
حدّد مكتب تعداد الولايات المتحدة بيانات التركيبة السكانية لماسون في تعداد الولايات المتحدة. في ما يلي، التركيبة السكانية حسب تعدادي 2000 و2010.

### تعداد عام 2000
بلغ عدد سكان ماسون 396 نسمة بحسب تعداد عام 2000، وبلغ عدد الأسر 147 أسرة وعدد العائلات 104 عائلة مقيمة في البلدة. في حين سجلت الكثافة السكانية 118.2 نسمة لكل كيلومتر مربع (306.1/ميل2). وبلغ عدد الوحدات السكنية 160 وحدة بمتوسط كثافة قدره 47.8 لكل كيلومتر مربع (123.8/ميل2).
وتوزع التركيب العرقي للبلدة بنسبة 98.23% من البيض و0.25% من الأمريكيين الأصليين و0.76% من الأعراق الأخرى و0.76% من عرقين مختلطين أو أكثر و2.27% من الهسبانيون أو اللاتينيون من أي عرق.
بلغ عدد الأسر 147 أسرة كانت نسبة 41.5% منها لديها أطفال تحت سن الثامنة عشر تعيش معهم، وبلغت نسبة الأزواج القاطنين مع بعضهم البعض 60.5% من أصل المجموع الكلي للأسر، ونسبة 4.1% من الأسر كان لديها معيلات من الإناث دون وجود شريك،  بينما كانت نسبة 6.1% من الأسر لديها معيلون من الذكور دون وجود شريكة وكانت نسبة 29.3% من غير العائلات. تألفت نسبة 25.9% من أصل جميع الأسر من عدة أفراد يعيشون في نفس المنزل ونسبة 14.3% كانت تتألف من شخص يعيش بمفرده يبلغ من العمر 65 عاماً أو أكثر. وبلغ متوسط حجم الأسرة المعيشية 2.69، أما متوسط حجم العائلات فبلغ 3.15.
بلغ العمر الوسطي للسكان 35.3 عاماً. وكانت نسبة 28.3% من القاطنين تحت سن الثامنة عشر، وكانت نسبة 4.8% بين الثامنة عشر والرابعة والعشرين عاماً، ونسبة 33.6% كانت واقعةً في الفئة العمرية ما بين الخامسة والعشرين والرابعة والأربعين عاماً، ونسبة 22.7% كانت ما بين الخامسة والأربعين والرابعة والستين، ونسبة 10.6% كانت ضمن فئة الخامسة والستين عاماً فما فوق. يوجد لكل 100 أنثى 118.8 ذكر، ويوجد لكل 100 أنثى في الثامنة عشر من عمرها فما فوق 107.3 ذكر.
بلغ متوسط دخل الأسرة في البلدة 40,441 دولارًا، أما متوسط دخل العائلة فبلغ 41,797 دولارًا. وكان متوسط دخل الذكور 26,607 دولارًا مقابل 18,333 دولارًا للإناث. وسجل دخل الفرد الخاص بالبلدة 13,392 دولارًا. وكانت نسبة 5.9% من العائلات ونسبة 6.1% من السكان تحت خط الفقر، وكان من هؤلاء نسبة 4.2% تحت سن الثامنة عشر ونسبة 17.1% في الخامسة والستين من العمر وما فوق.

### تعداد عام 2010
بلغ عدد سكان ماسون 345 نسمة بحسب تعداد عام 2010، وبلغ عدد الأسر 145 أسرة وعدد العائلات 88 عائلة مقيمة في البلدة. في حين سجلت الكثافة السكانية 103 نسمة لكل كيلومتر مربع (266.8/ميل2). وبلغ عدد الوحدات السكنية 155 وحدة بمتوسط كثافة قدره 46.3 لكل كيلومتر مربع (119.9/ميل2).
وتوزع التركيب العرقي للبلدة بنسبة 96.81% من البيض و0.58% من الأمريكيين الأصليين و0.29% من الأمريكيين ذوي الأصول الآسيوية و1.16% من الأعراق الأخرى و1.16% من عرقين مختلطين أو أكثر و1.45% من الهسبانيون أو اللاتينيون من أي عرق.
بلغ عدد الأسر 145 أسرة كانت نسبة 33.8% منها لديها أطفال تحت سن الثامنة عشر تعيش معهم، وبلغت نسبة الأزواج القاطنين مع بعضهم البعض 44.8% من أصل المجموع الكلي للأسر، ونسبة 6.9% من الأسر كان لديها معيلات من الإناث دون وجود شريك،  بينما كانت نسبة 9% من الأسر لديها معيلون من الذكور دون وجود شريكة وكانت نسبة 39.3% من غير العائلات. تألفت نسبة 33.8% من أصل جميع الأسر من عدة أفراد يعيشون في نفس المنزل ونسبة 16.6% كانت تتألف من شخص يعيش بمفرده يبلغ من العمر 65 عاماً أو أكثر. وبلغ متوسط حجم الأسرة المعيشية 2.38، أما متوسط حجم العائلات فبلغ 3.02.
بلغ العمر الوسطي للسكان 39.5 عاماً. وكانت نسبة 24.9% من القاطنين تحت سن الثامنة عشر، وكانت نسبة 7.5% بين الثامنة عشر والرابعة والعشرين عاماً، ونسبة 24.3% كانت واقعةً في الفئة العمرية ما بين الخامسة والعشرين والرابعة والأربعين عاماً، ونسبة 28.1% كانت ما بين الخامسة والأربعين والرابعة والستين، ونسبة 15.1% كانت ضمن فئة الخامسة والستين عاماً فما فوق. وتوزع التركيب الجنسي للسكان بنسبة 51.9% ذكور و48.1% إناث.